# コルテ・フランカ
コルテ・フランカ（伊: Corte Franca）は、イタリア共和国ロンバルディア州ブレシア県にある、人口約7,100人の基礎自治体（コムーネ）。

## 地理

### 位置・広がり

#### 隣接コムーネ
隣接するコムーネは以下の通り。
- アドロ
- カプリオーロ
- カッツァーゴ・サン・マルティーノ
- イゼーオ
- パッシラーノ
- プロヴァーリオ・ディゼーオ

### 地震分類
イタリアの地震リスク階級 (it) では、3 に分類される
。

## 行政

### 分離集落
コルテ・フランカには、以下の分離集落（フラツィオーネ）がある。
- Borgonato, Colombaro, Nigoline Bonomelli, Timoline (sede comunale)